# Kinizsi Százas

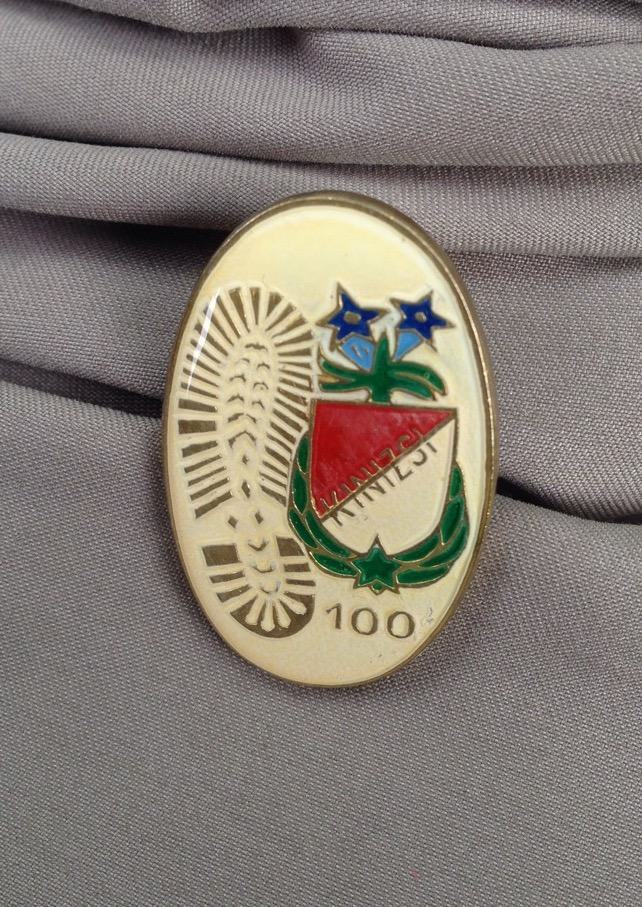
A Kinizsi Százas teljesítménytúra teljesítéséért járó jelvény

A Kinizsi Százas hosszú távú – 100 kilométeres – gyalogos teljesítménytúra a Pilisben és a Gerecsében, Budapest és Szárliget vagy Tata között, melyet a résztvevőknek 24 órán belül kell teljesíteniük.

## Története
A Kinizsi Százas az első magyar teljesítménytúra és a mai napig is az egyik legnépszerűbb: évről évre több mint ezer résztvevőt vonz. Rendezője a Kinizsi Természetbarát Egyesület. Az első Kinizsi Százas 1981. szeptember 5-én Csillaghegyről indult 191 túrázóval, akik közül 83-nak sikerült a távot szintidőn belül teljesítenie. A túra népszerűsége az 1980-as évek során fokozatosan nőtt, az évtized végére már 500–600-at is elérte az indulók száma. Az 1990-es évek első felében a résztvevők száma hirtelen felfutott 1000–1100 körülire, ami a Kinizsi Százas első fénykorát jelentette. Az évtized második felében ezt fokozatos visszaesés követte a teljesítménytúrák számának országszerte tapasztalható megsokszorozódásának köszönhetően, azonban az ideiglenes mélyponton is Magyarország népszerű túrái közé tartozott, 700–800 ember indult egy-egy évben. Az ezredfordulótól a túra népszerűségének töretlen emelkedése figyelhető meg. 2013-ban minden addiginál több, 1523 túrázó rajtolt el, akik közül rekordszámban 1124 embernek sikerült teljesítenie a 100 kilométeres távot. A teljesítők aránya jellemzően 60–70% körül mozog, azonban szélsőségesebb időjárási körülmények között – kiugróan sok csapadék, extrém meleg – akár 45–50%-ra is visszaesik.
Az első túrát egy maroknyi magyar természetjáró, többek között Hegedűs István, Kovalik András, Sváb László, Szabó Gábor és Szabó Zoltán rendezte, a csehszlovákiai Nagyszombati Százas (Trnavská Stovka) példáján felbuzdulva.
1990-ig a cél Szárligeten volt. 1991-ben a cél átkerült Tatára, majd 2000-ben visszatért Szárligetre. 2008-ban a megfelelő célhelyszín hiánya miatt a túra ismét Tatára ért célba. A rajt 2009-ben átkerült a csillaghegyi HÉV-megállótól Békásmegyerre, a Víziorgona utcába. A túra időpontja a második rendezéstől kezdve átkerült szeptemberről május végére. A táv pontos hossza az útvonal kisebb-nagyobb változásai miatt évről évre eltért. 2007-ben 101,6 kilométer, 2008-ban 100,07 kilométer volt, 2009 óta 100,15 kilométer. A 2015-ös pontosabb méréseknél azonban kiderült, hogy ez a táv valójában csak 98,1 km.
A túrát 2024-ig összesen 11 722 túrázó teljesítette. Közülük 4685-en többszörös, 1160-an legalább ötszörös, 345-en legalább tízszeres, 112-en legalább tizenötszörös, 51-en legalább hússzoros, 22-en legalább huszonötszörös, 6-an legalább harmincszoros, míg 4-en legalább harmincötszörös teljesítők.
A 879 fő 2024-es teljesítő közül 538 többszörös, 254 legalább ötszörös, 106 legalább tízszeres, 49 legalább tizenötszörös, 25 legalább hússzoros, 8 legalább huszonötszörös, míg 3 legalább harmincötszörös teljesítő volt. Corradi Surd, Szabó Elemér és Vajda Zoltán a legtöbbszörös, harminckilencszeres teljesítője a túrának.
A túrázók mellett egyre több futó is teljesítette a túrát, így 2006-tól 2008-ig az Ultrafutók Magyarországi Szövetsége a teljesítménytúra rendezőinek segítségével szervezte a Terep Százas terepfutó versenyt. A verseny a teljesítménytúrával azonos időben és azonos útvonalon haladt, de az ultramaratoni követelményeknek megfelelően gyakoribb volt a frissítés, szigorúbb az útvonal betartásának ellenőrzése, és csupán 17 óra volt a szintidő. A Terep Százast 2009-től 2014-ig külön rendezték meg, más útvonalon, 2015-től pedig már nem rendezik.
2008-ban a Kinizsi Százas többszörös teljesítői közül néhányan megrendezték az év átellenes időszakában, november végén az ugyanezen az útvonalon (Szárliget–Csillaghegy), de visszafelé teljesítendő Iszinik 100 teljesítménytúrát. Az Iszinik 100 privát keretek közötti teljesítése ekkor már évek óta hagyomány volt a Kinizsi Százas több lelkes rajongója közt. 2011 novemberében megrendezésre került a második hivatalos Iszinik 100 teljesítménytúra is, ahogy azóta is majdnem minden év november végén.
2014-től természetvédelmi okokból a Kinizsi Százas indulóinak létszámát 1320 főben korlátozták, és a nevezést előzetes regisztrációhoz kötötték. Ekkortól, hasonló okokból a Kinizsi 40 és Kinizsi 25 résztávok a Pilis-nyereg előtt a szerpentint kikerülve, elterelt útvonalon haladtak. 2021-től a Kinizsi 40 és Kinizsi 25 túrákat már nem a Kinizsi Százassal egy időben rendezik.
2020-ban és 2021-ben a koronavírus-járvány miatt nem rendeztek Kinizsi Százast.

## A túra útvonala
Útvonal csillaghegyi rajttal, szárligeti céllal (1981–1990, 2000–2007): Csillaghegy – Nagy-Kevély – Kevély-nyereg – Hosszú-hegy – Pilis-nyereg – Kétágú-hegy – Kesztölc – Dorog – Nagy-Gete – Horgász-tó – Hegyes-kő – Mogyorósbánya – Péliföldszentkereszt – Bika-völgy – Pusztamarót – Gerecse egyházi üdülő – Bánya-hegy – Koldusszállás – Somlyóvár, kulcsosház – Kisegyházi tavak – Nagyegyháza – Szárliget
Útvonal csillaghegyi rajttal, tatai céllal (1991–1999, 2008): Csillaghegy – Nagy-Kevély – Kevély-nyereg – Hosszú-hegy – Pilis-nyereg – Kétágú-hegy – Kesztölc – Dorog – Nagy-Gete – Horgász-tó – Tokod – Hegyes-kő – Mogyorósbánya – bajóti Öreg-kő – Péliföldszentkereszt – Bika-völgy – Pusztamarót – Gerecse egyházi üdülő – Bánya-hegy – Koldusszállás – Baji vadászház – Baj – Tata
A jelenleg is érvényes útvonal békásmegyeri rajttal, tatai céllal (2009–): Békásmegyer – Nagy-Kevély – Kevély-nyereg – Hosszú-hegy – Pilis-nyereg – Kétágú-hegy – Kesztölc – Dorog – Nagy-Gete – Horgász-tó – Hegyes-kő – Mogyorósbánya – bajóti Öreg-kő – Péliföldszentkereszt – Bika-völgy – Pusztamarót – Gerecse egyházi üdülő – Bánya-hegy – Koldusszállás – Baji vadászház – Baj – Tata
A túra nagyobbik része az országos kék jelzésen halad.
Összes szintemelkedés: csillaghegyi rajt esetén 2775 méter a szárligeti céllal és 2875 méter a tatai útvonalon, a jelenlegi Békásmegyer–Tata útvonalon pedig 2930 méter. A távhoz hasonlóan pontosabb mérések miatt ez utóbbi adat 2015-től kezdve már 3126 méterként szerepelt a túra tájékoztató füzeteiben.
2019-ig a túrával azonos időben és helyen rendezték a Kinizsi 40 normál távú és a Kinizsi 25 felkészítő távú teljesítménytúrát. 2021 szeptemberében csak a Kinizsi 40 túrát rendezték meg, majd 2022-től a Kinizsi 40 és Kinizsi 25 túrákat már ősszel rendezik. A Kinizsi 40 (38,6 kilométer, 1233 méter szintemelkedés) Csillaghegytől Dorogig halad, a Kinizsi 25 (22,6 km, 1110 m) pedig Csillaghegytől a Pilis-tetőig.

## Rekordok
Teljesítők legalább 20 sikeres Kinizsi Százassal. (2024-ig, teljesítések darabszáma zárójelben. Akik közülük 2024-ban is teljesítették a Kinizsi Százast, dőlt betűvel kiemelve.)
- Corradi Surd (39)
- Szabó Elemér (39)
- Vajda Zoltán (39)
- Samu Piroska (36)
- Zséfár Lajos (33)
- Győri Jenő (31)
- Koltay Károly (29)
- Őri Péter (29)
- Tánczos Csaba id. (29)
- Farkas Zoltán (28)
- Radványi Ferenc (28)
- Szente Kálmán dr. (28)
- Vasanits László (28)
- Baksay József (27)
- Kocsis Tamás (27)
- Mezei István dr. (27)
- Hajagos István (26)
- Molnár Gábor (26)
- Tótfalusi András (26)
- Tóth Ervin (26)
- Lévay Béla (25)
- Richter Zoltán (25)
- Cech Vilmos (24)
- Horváth Ákos (24)
- Sass László (24)
- Sváb László (24)
- Herpai Sándor (23)
- Išpanovič Martin (23)
- Toplak József (23)
- Tóth István Attila (23)
- Csóka Géza dr. (22)
- Dobi Zsigmond (22)
- Énekes Ferenc (22)
- Ézsiás Antal (22)
- Harangozó Gábor dr. (22)
- Mészáros Tamás (22)
- Molnár Lajos (22)
- Pupp József (22)
- Rezsuta Ibolya (22)
- Balázs Árpád (21)
- Halupka János (21)
- Schréder Tamás (21)
- Székely Rolf Dániel (21)
- Tokai János (21)
- Bártfai Béla (20)
- Csesznok Miklós (20)
- Lévai Viktor (20)
- Országh Tamás (20)
- Pecze Zoltán (20)
- Somogyi Tibor (20)
- Zrínyi Péter (20)

Leggyorsabb teljesítők
- Férfi: Németh Csaba 8:52:13 (2007)
- Női: Balogh Andrea 10:36:33 (2008)

(Ezek az idők a jelenlegi rendezési feltételek mellett nemigen fognak változni, mivel az ellenőrzőpontokat ennél lassabb sebességre nyitják a Terep Százas és a Kinizsi Százas szétválása óta.)
- Győri Jenő az első 27 Kinizsi Százast – 1981 és 2007 között – zsinórban teljesítette. Ő az egyedüli, aki 1981 és 2014 között az addig megrendezett mind a 34 Kinizsi Százason indult.
- Szabó Elemér és Vajda Zoltán 1984 és 2024 között 39 alkalommal, Zséfár Lajos 1988 és 2019 között 32 alkalommal, Őri Péter 1994 és 2024 között 29 alkalommal, Mezei István dr. 1984 és 2010 között 27 alkalommal, Lévay Béla 1988 és 2012 között 25 alkalommal szintén zsinórban teljesítette a túrát.

## További érdekességek
- 2006-ban Ispánki Zoltán, miután harmadikként érkezett célba a Terep Százas terepfutó versenyen, rövid pihenő után visszafelé is teljesítette a túrát, összesen 29 óra 51 perc alatt.
- 2009-ben Fridrich László a Kinizsi Százast megelőző nap a célból elindulva előbb visszafelé, majd a Százas reggelén benevezve odafelé is teljesítette a távot, összesen 29 óra 37 perc alatt. Tatáról Békásmegyerre 13 óra 51 perc alatt, a Kinizsi Százast 15 óra 6 perc alatt, a kettő között a nevezésnél való sorban állás miatt volt 40 perc kényszerszünet.
- 2012-ben Tonk Emil strandpapucsban teljesítette a távot 23 óra 16 perc alatt.
- 2013-ban a nem látó Jeremcsuk István teljesítette a távot 22 óra 34 perc alatt.[11]
- 2014-ben Jeremcsuk István ismét teljesítette a távot 20 óra 37 perc alatt, majd 2016-ban harmadszor és 2018-ban negyedszer is teljesített.
- 2018-ban Doros Ferenc Gyula – a túra történetében elsőként – mezítláb teljesítette a távot, teljesítési ideje 22 óra 54 perc volt, majd 2019-ben szintén mezítláb 18 óra 40 perc alatt másodszor is teljesített.